# Boeto di Sidone (stoico)
Boeto di Sidone (in greco antico: Βοηθός?, Boēthós; Sidone, ... – ...; fl. II secolo a.C.) è stato un filosofo stoico greco antico, discepolo di Diogene di Babilonia.
È vissuto nel II secolo a.C. 
Autore secondo Diogene Laerzio di due opere intitolate Περὶ φύσεως (Della natura) e Περὶ εϝμαρμένης (Del fato). Sembra che negasse, in contrasto con la classica visione stoica della sympathèia, la natura animata dell'universo . Si dice che sostenesse soltanto la natura divina dell'etere o della sfera delle stelle fisse . Affermò che il mondo è eterno  e rifiutò in particolare la dottrina dell'ecpirosi (o conflagrazione cosmica). La sua filosofia anticipa alcune forme di eclettismo che si ritrovano nella media Stoa. 
Nella gnoseologia Boeto, stando alle notizie fornite da Diogene Laerzio,  sembra  vicino più che allo stoicismo al pensiero e alla terminologia aristotelica nel contrapporre il νοῦς (intelletto) e l'ἐπιστήμη (scienza), la razionalità e la scienza, all'ὄρεξις (tendenza) e all'αἴσθησις (sensazione), all'impulso istintivo e alla conoscenza sensibile.
Un'altra divergenza dallo stoicismo è la convinzione di Boeto in opposizione al monismo panteistico degli stoici dell'esistenza di una divinità separata e agente sul mondo.

## Opere
- Sulla natura[3]
- Sul destino[6]

Scrisse anche un commento di almeno quattro volumi alle opere di Arato di Soli